# Efestie
Le Efèstie (in greco antico: Ἡφαίστια?, Hefàistia) erano feste dell'antica Atene celebrate in onore di Efesto nel mese di pianepsione, forse il 28º giorno ed erano penteteriche (πεντετηρικός) ovvero si celebravano ogni cinque anni.  
Attestate a partire dalla fine del V secolo a.C., vi si svolgevano sacrifici, processioni, una lampadedromia (λαμπαδηδρομία – corse con le torce a squadre) e i fanciulli partecipavano a una gara musicale.